# Petrorhagia rhiphaea
Petrorhagia rhiphaea är en nejlikväxtart som först beskrevs av Carlos Pau och Font Quer, och fick sitt nu gällande namn av Peter William Ball och Heywood. Petrorhagia rhiphaea ingår i släktet klippnejlikor, och familjen nejlikväxter. Inga underarter finns listade i Catalogue of Life.